# Marie d’Agoult
Marie d’Agoult (teljes nevén Marie Catherine Sophie de Flavigny, comtesse d’Agoult) (Frankfurt am Main, 1805. december 31. – Párizs, 1876. március 5.) francia írónő (Daniel Stern álnéven), utóbb Liszt Ferenc élettársa. A francia romantikus irodalom és a politikai publicisztika jeles női képviselője.

## Életpályája
Frankfurt am Mainban, Németországban született, édesapja francia arisztokrata származású tiszt volt, vicomte Alexandre Victor de Flavigny (1770–1819), anyja egy híres bankár család leánya, Maria Elisabeth Bethmann (1772–1847). Marie Catherine Sophie de Flavigny kisiskoláit Frankfurtban végezte, majd egy francia kolostorban tanult tovább. 1827. május 16-án feleségül ment Charles Louis Constant d’Agoult grófhoz, így lett az írónő neve comtesse d’Agoult. A frigy érdekházasság volt, és – bár született két lányuk (Louise (1828–1834), Claire (1830–1912)) – 1835-ben elváltak. Comtesse d'Agoult 1835-ben Liszt Ferencnek lett az élettársa, és három közös gyermekük született: Blandine 1835-ben, aki Émile Ollivier francia politikushoz, a későbbi miniszterelnökhöz ment férjhez, és 1862-ben hunyt el szülési komplikációk miatt; Cosima (1837–1930) előbb Hans von Bülow zongoraművésznek, majd Richard Wagnernek volt a felesége; Daniel 1839-ben született, és 1859-ben tüdőbetegség következtében halt meg. A Liszttel való kapcsolat 1839-től lazult meg, majd 1844-ben végképp megszűnt.
A Presse tárcarovatában, 1841–1845 között jelent meg Nelida című, saját élményeire is alapozott romantikus regénye. Szellemes tanulmányai jelentek meg a Revue des deux Mondes-ban és a Revue Indépendante-ban (1847). Az 1848-as februári forradalom után politikai publicisztikát is írt, s a Daniel Stern álnevet használta.

## Művei (válogatás)
- Lettres républicaines (Republikánus levelek) (1848)
- Histoire de la révolution de 1848(Az 1848-as forradalom története) (1851–53, 3 kötet)
- Trois journées de la vie de Marie Stuart(Stuart Mária életének három napja) (1856)
- Florence et Turin (1862), Dante et Goethe (Firenze és Torino ; Dante és Goethe) (dialógusok, 1866)
- Histoire des commencements de la république aux Pays-Bas, 1581-1625 (A holland köztársaság története a kezdetektől : 1581–1625)(1872, akadémiai díjjal kitüntetve).
- Mes souvénirs 1806–33 (Emlékeim : 1806–33) (1877)[1]

## Magyarul
- Boldog és boldogtalan éveim Liszt Ferenccel. Marie d’Agoult grófné emlékiratai; vál., ford., előszó, jegyz. Molnár Miklós; Palatinus, Bp., 1999. 319 p. ISBN 963-9127-44-2

## Emlékezete
- Liszt Ferenc – Szerelmi álmok – Liszt (film, 1970)